# Liste des gouvernements d'Italie
Cet article contient une liste des gouvernements italiens de l'après-guerre ainsi que quelques informations sur ces gouvernements.

## Liste
| Législature                                              | Gouvernement         | Président du Conseil                         | Parti                                                  | Dates du mandat   | Dates du mandat  |
| -------------------------------------------------------- | -------------------- | -------------------------------------------- | ------------------------------------------------------ | ----------------- | ---------------- |
| Royaume d'Italie (période constitutionnelle transitoire) | Badoglio I           | Pietro Badoglio                              | Militaire                                              | 25 juillet 1943   | 17 avril 1944    |
| Royaume d'Italie (période constitutionnelle transitoire) | Badoglio II          | Pietro Badoglio                              | Militaire                                              | 22 avril 1944     | 8 juin 1944      |
| Royaume d'Italie (période constitutionnelle transitoire) | Bonomi II            | Ivanoe Bonomi                                | PDL                                                    | 18 juin 1944      | 10 décembre 1944 |
| Royaume d'Italie (période constitutionnelle transitoire) | Bonomi III           | Ivanoe Bonomi                                | PDL                                                    | 12 décembre 1944  | 19 juin 1945     |
| Royaume d'Italie (période constitutionnelle transitoire) | Parri                | Ferruccio Parri                              | Pd'A                                                   | 21 juin 1945      | 8 décembre 1945  |
| Royaume d'Italie (période constitutionnelle transitoire) | De Gasperi I         | Alcide De Gasperi                            | DC                                                     | 10 décembre 1945  | 1er juillet 1946 |
| Assemblée constituante                                   |                      | Alcide De Gasperi                            | DC                                                     |                   |                  |
| De Gasperi II                                            | 13 juillet 1946      | Alcide De Gasperi                            | DC                                                     | 28 janvier 1947   |                  |
| De Gasperi III                                           | 2 février 1947       | Alcide De Gasperi                            | DC                                                     | 31 mai 1947       |                  |
| De Gasperi IV                                            | 31 mai 1947          | Alcide De Gasperi                            | DC                                                     | 23 mai 1948       |                  |
| Ire législature                                          |                      | Alcide De Gasperi                            | DC                                                     |                   |                  |
| De Gasperi V                                             | 23 mai 1948          | Alcide De Gasperi                            | DC                                                     | 14 janvier 1950   |                  |
| De Gasperi VI                                            | 27 janvier 1950      | Alcide De Gasperi                            | DC                                                     | 19 juillet 1951   |                  |
| De Gasperi VII                                           | 26 juillet 1951      | Alcide De Gasperi                            | DC                                                     | 7 juillet 1953    |                  |
| IIe législature                                          |                      | Alcide De Gasperi                            | DC                                                     |                   |                  |
| De Gasperi VIII                                          | 16 juillet 1953      | Alcide De Gasperi                            | DC                                                     | 2 août 1953       |                  |
| Pella                                                    | Giuseppe Pella       | 17 août 1953                                 | DC                                                     | 12 janvier 1954   |                  |
| Fanfani I                                                | Amintore Fanfani     | 18 janvier 1954                              | DC                                                     | 8 février 1954    |                  |
| Scelba                                                   | Mario Scelba         | 10 février 1954                              | DC                                                     | 2 juillet 1955    |                  |
| Segni I                                                  | Antonio Segni        | 6 juillet 1955                               | DC                                                     | 15 mai 1957       |                  |
| Zoli                                                     | Adone Zoli           | 19 mai 1957                                  | DC                                                     | 1er juillet 1958  |                  |
| IIIe législature                                         |                      |                                              | DC                                                     |                   |                  |
| Fanfani II                                               | Amintore Fanfani     | 1er juillet 1958                             | DC                                                     | 15 février 1959   |                  |
| Segni II                                                 | Antonio Segni        | 15 février 1959                              | DC                                                     | 23 mars 1960      |                  |
| Tambroni                                                 | Fernando Tambroni    | 25 mars 1960                                 | DC                                                     | 26 juillet 1960   |                  |
| Fanfani III                                              | Amintore Fanfani     | 26 juillet 1960                              | DC                                                     | 21 février 1962   |                  |
| Fanfani IV                                               | Amintore Fanfani     | 21 février 1962                              | DC                                                     | 21 juin 1963      |                  |
| IVe législature                                          |                      |                                              | DC                                                     |                   |                  |
| Leone I                                                  | Giovanni Leone       | 21 juin 1963                                 | DC                                                     | 4 décembre 1963   |                  |
| Moro I                                                   | Aldo Moro            | 4 décembre 1963                              | DC                                                     | 22 juillet 1964   |                  |
| Moro II                                                  | Aldo Moro            | 22 juillet 1964                              | DC                                                     | 23 février 1966   |                  |
| Moro III                                                 | Aldo Moro            | 23 février 1966                              | DC                                                     | 24 juin 1968      |                  |
| Ve législature                                           |                      |                                              | DC                                                     |                   |                  |
| Leone II                                                 | Giovanni Leone       | 24 juin 1968                                 | DC                                                     | 12 décembre 1968  |                  |
| Rumor I                                                  | Mariano Rumor        | 12 décembre 1968                             | DC                                                     | 8 août 1969       |                  |
| Rumor II                                                 | Mariano Rumor        | 8 août 1969                                  | DC                                                     | 27 mars 1970      |                  |
| Rumor III                                                | Mariano Rumor        | 27 mars 1970                                 | DC                                                     | 6 août 1970       |                  |
| Colombo                                                  | Emilio Colombo       | 6 août 1970                                  | DC                                                     | 17 février 1972   |                  |
| Andreotti I                                              | Giulio Andreotti     | 17 février 1972                              | DC                                                     | 26 juillet 1972   |                  |
| VIe législature                                          | Giulio Andreotti     |                                              | DC                                                     |                   |                  |
| Andreotti II                                             | Giulio Andreotti     | 26 juillet 1972                              | DC                                                     | 7 juillet 1973    |                  |
| Rumor IV                                                 | Mariano Rumor        | 7 juillet 1973                               | DC                                                     | 14 mars 1974      |                  |
| Rumor V                                                  | Mariano Rumor        | 14 mars 1974                                 | DC                                                     | 23 novembre 1974  |                  |
| Moro IV                                                  | Aldo Moro            | 23 novembre 1974                             | DC                                                     | 12 février 1976   |                  |
| Moro V                                                   | Aldo Moro            | 12 février 1976                              | DC                                                     | 29 juillet 1976   |                  |
| VIIe législature                                         |                      |                                              | DC                                                     |                   |                  |
| Andreotti III                                            | Giulio Andreotti     | 29 juillet 1976                              | DC                                                     | 11 mars 1978      |                  |
| Andreotti IV                                             | Giulio Andreotti     | 11 mars 1978                                 | DC                                                     | 20 mars 1979      |                  |
| Andreotti V                                              | Giulio Andreotti     | 20 mars 1979                                 | DC                                                     | 4 août 1979       |                  |
| VIIIe législature                                        |                      |                                              | DC                                                     |                   |                  |
| Cossiga I                                                | Francesco Cossiga    | 4 août 1979                                  | DC                                                     | 4 avril 1980      |                  |
| Cossiga II                                               | Francesco Cossiga    | 4 avril 1980                                 | DC                                                     | 18 octobre 1980   |                  |
| Forlani                                                  | Arnaldo Forlani      | 18 octobre 1980                              | DC                                                     | 28 juin 1981      |                  |
| Spadolini I                                              | Giovanni Spadolini   | PRI                                          | 28 juin 1981                                           | 23 août 1982      |                  |
| Spadolini II                                             | Giovanni Spadolini   | PRI                                          | 23 août 1982                                           | 1er décembre 1982 |                  |
| Fanfani V                                                | Amintore Fanfani     | DC                                           | 1er décembre 1982                                      | 4 août 1983       |                  |
| IXe législature                                          |                      |                                              |                                                        |                   |                  |
| Craxi I                                                  | Bettino Craxi        | PSI                                          | 4 août 1983                                            | 1er août 1986     |                  |
| Craxi II                                                 | Bettino Craxi        | PSI                                          | 1er août 1986                                          | 17 avril 1987     |                  |
| Fanfani VI                                               | Amintore Fanfani     | DC                                           | 17 avril 1987                                          | 28 juillet 1987   |                  |
| Xe législature                                           |                      | DC                                           |                                                        |                   |                  |
| Goria                                                    | Giovanni Goria       | DC                                           | 28 juillet 1987                                        | 13 avril 1988     |                  |
| De Mita                                                  | Ciriaco De Mita      | DC                                           | 13 avril 1988                                          | 22 juillet 1989   |                  |
| Andreotti VI                                             | Giulio Andreotti     | DC                                           | 22 juillet 1989                                        | 12 avril 1991     |                  |
| Andreotti VII                                            | Giulio Andreotti     | DC                                           | 12 avril 1991                                          | 24 avril 1992     |                  |
| XIe législature                                          |                      |                                              |                                                        |                   |                  |
| Amato I                                                  | Giuliano Amato       | PSI                                          | 28 juin 1992                                           | 28 avril 1993     |                  |
| Ciampi                                                   | Carlo Azeglio Ciampi | Indépendant (Coalition DC - PSI - PDS - PRI) | 28 avril 1993                                          | 10 mai 1994       |                  |
| XIIe législature                                         |                      |                                              |                                                        |                   |                  |
| Berlusconi I                                             | Silvio Berlusconi    | FI                                           | 10 mai 1994                                            | 17 janvier 1995   |                  |
| Dini                                                     | Lamberto Dini        | Indépendant (Soutien externe PDS - PPI - LN) | 17 janvier 1995                                        | 17 mai 1996       |                  |
| XIIIe législature                                        |                      |                                              |                                                        |                   |                  |
| Prodi I                                                  | Romano Prodi         | L'Olivier                                    | 17 mai 1996                                            | 21 octobre 1998   |                  |
| D'Alema I                                                | Massimo D'Alema      | DS                                           | 21 octobre 1998                                        | 22 décembre 1999  |                  |
| D'Alema II                                               | Massimo D'Alema      | DS                                           | 22 décembre 1999                                       | 25 avril 2000     |                  |
| Amato II                                                 | Giuliano Amato       | L'Olivier                                    | 25 avril 2000                                          | 11 juin 2001      |                  |
| XIVe législature                                         |                      |                                              |                                                        |                   |                  |
| Berlusconi II                                            | Silvio Berlusconi    | FI                                           | 11 juin 2001                                           | 23 avril 2005     |                  |
| Berlusconi III                                           | Silvio Berlusconi    | FI                                           | 23 avril 2005                                          | 17 mai 2006       |                  |
| XVe législature                                          |                      |                                              |                                                        |                   |                  |
| Prodi II                                                 | Romano Prodi         | L'Olivier                                    | 17 mai 2006                                            | 8 mai 2008        |                  |
| XVIe législature                                         |                      |                                              |                                                        |                   |                  |
| Berlusconi IV                                            | Silvio Berlusconi    | PdL                                          | 8 mai 2008                                             | 16 novembre 2011  |                  |
| Monti                                                    | Mario Monti          | Indépendant (Soutien externe PdL - PD - UdC) | 16 novembre 2011                                       | 28 avril 2013     |                  |
| XVIIe législature                                        |                      |                                              |                                                        |                   |                  |
| Letta                                                    | Enrico Letta         | PD (Coalition PD - PdL - SC - UdC)           | 28 avril 2013                                          | 22 février 2014   |                  |
| Renzi                                                    | Matteo Renzi         | PD (Coalition PD - NCD - SC - UdC - PSI)     | 22 février 2014                                        | 12 décembre 2016  |                  |
| Gentiloni                                                | Paolo Gentiloni      | PD (Coalition PD - AP - CpE - PSI)           | 12 décembre 2016                                       | 1er juin 2018     |                  |
| XVIIIe législature                                       | Conte I              | Giuseppe Conte                               | Indépendant (Coalition M5S - Lega)                     | 1er juin 2018     | 5 septembre 2019 |
| XVIIIe législature                                       | Conte II             | Giuseppe Conte                               | Indépendant (Coalition M5S - PD - IV - LeU)            | 5 septembre 2019  | 13 février 2021  |
| XVIIIe législature                                       | Draghi               | Mario Draghi                                 | Indépendant (Coalition M5S - Lega - PD -IV - LeU - FI) | 13 février 2021   | 22 octobre 2022  |
| XIXe législature                                         | Meloni               | Giorgia Meloni                               | FdI-Lega-FI                                            | 22 octobre 2022   | en cours         |

## Statistiques
- Durée moyenne d'un gouvernement : 361 jours
- Nombre de gouvernements depuis la fin de la Seconde Guerre mondiale : 70 (64 depuis la proclamation de la République en 1946)
- Nombre de Présidents du Conseil depuis la fin de la Seconde Guerre mondiale : 32 (29 depuis la proclamation de la République en 1946)

## Records
- Gouvernement le plus long : Berlusconi II (trois ans, dix mois et douze jours, soit 1 412 jours).
- Gouvernement le plus court : De Gasperi VIII (dix-sept jours).
- Plus grand nombre de mandats à la tête du gouvernement : Alcide De Gasperi (huit, qui plus est consécutifs !).
- Plus long mandat à la tête du gouvernement[1] : Alcide De Gasperi (sept ans, dix mois et vingt-deux jours, soit 2 792 jours[2]).
- Plus longue période sans nouveau Président du Conseil[3] : onze ans et sept mois (de l'investiture de Massimo D'Alema à celle de Mario Monti).
- Parti resté le plus longtemps à la tête du gouvernement : la Démocratie chrétienne (trente-cinq ans, six mois et dix-huit jours).

## PrincipauxPrésidents du Conseil
Ne sont repris que ceux ayant accompli au moins trois mandats (entre parenthèses, le parti et le nombre de mandat)
Alcide De Gasperi (DC, huit)
Giulio Andreotti (DC, sept)
Amintore Fanfani (DC, six)
Aldo Moro (DC, cinq)
Mariano Rumor (DC, cinq)
Silvio Berlusconi (FI - PDL, quatre)
À eux seuls, ces six hommes cumulent donc trente-cinq des soixante-deux mandats de président du Conseil confiés depuis la fin de la guerre. On peut par ailleurs remarquer qu'aucun d'entre eux n'est issu du centre gauche (même si tous ceux issus de ses rangs ont effectué deux mandats, avant la législature actuelle).